# 宇和島自動車
宇和島自動車株式会社（うわじまじどうしゃ）は、愛媛県南予地区を中心に運行する日本のバス会社である。

## 概要
1918年（大正7年）に、元警察官の香川角次らが創業した。海運事業を手掛ける宇和島運輸が1928年（昭和3年）に子会社として第二宇和島自動車を創業した。その翌1929年（昭和4年）に宇和島自動車を吸収合併し、社名を宇和島自動車とした。
宇和島自動車と宇和島運輸のシンボルマーク（「宇」の船旗）が似ているのはこのためであるが、第二次世界大戦後の企業復興の過程で1947年（昭和22年）に宇和島運輸傘下を離れ、現在両者の間に資本関係はない。
宇和島市にある本社の他、松山市・大洲市・八幡浜市・西予市・南宇和郡愛南町に営業拠点を置く。かつては高知県宿毛市にも営業所を置いていた。
東予地方を営業圏域とする瀬戸内運輸（せとうちバス）と共に、愛媛県下における三菱ふそう車の大口ユーザーとして知られるが、宇和島・八幡浜両市内線を中心にいすゞ車の比率も高い。かつては宿毛営業所が存在し車両が配置されていた事から、一部に高知ナンバー車が運行されていた。
なお、宇和島自動車グループの宇和島自動車運送株式会社は、1978年に宇和島自動車貨物部が分社化して発足した運送会社である。

## 沿革
- 1918年11月 - 香川角次が中心となり、「宇和島自動車株式会社」を設立。
- 1919年2月 - 宇和島～畑地（現津島町）間の路線を開設し、運行を開始。
- 1920年1月 - 宇和島～御荘線の運行開始。
- 1923年
  - 3月 - 宇和島市内循環バスの運行開始。
  - 6月 - 宇和島～松山線の運行開始。
- 1928年10月 - 宇和島運輸が「第二宇和島自動車株式会社」を設立。
- 1929年1月 - 第二宇和島自動車が宇和島自動車の事業を吸収合併。
- 1936年6月 - 黄バス5両で御荘、岩松、大洲の3線運行開始。
- 1937年
  - 1月 - 本格的な宇和島市内バス運行開始。
  - 6月 - 「宇和島自動車株式会社」に社名変更。
- 1938年10月 - 三共自動車（現:伊予鉄バス）から大洲以南～高知県宿毛町に至るバス･ハイヤー･トラック等の事業を買収。
- 1940年6月 - 宇和島貨物自動車を買収。
- 1943年
  - 4月 - 南予地方におけるバス事業統合母体となり、八幡浜市営バス、三瓶自動車を買収。
  - 7月 - 四国自動車を買収。
- 1944年6月 - 鶴島自動車整備株式会社を設立。
- 1945年7月 - 宇和島空襲により、本社が全焼し車両にも被害が出る。
- 1946年8月 - 本社を追手通に移転。
- 1947年6月 - 宇和島運輸の傘下から独立[2]。
- 1948年7月 - 国鉄小口扱貨物連絡運輸開始。
- 1949年
  - 3月 - 宇和島～城辺間急行バス運行開始。
  - 5月 - 松山営業所を開設し、宇和島～松山間直通トラックの運行開始。
- 1950年7月 - 南予運送株式会社を買収。
- 1951年
  - 1月 - 高松営業所を開設し、宇和島～高松間のトラック運行開始。
  - 2月 - 貸切バス事業開始。
  - 4月 - 通運事業を開始。
  - 10月 - 東洋車輌株式会社を設立。
- 1953年1月 - 宇和島オートパーツ株式会社を設立。
- 1957年11月 - 宇和島自動車専門学校（現:宇和島自動車学校）が開校。
- 1958年
  - 7月 - 萬栄倉庫株式会社を買収し、宇和島倉庫株式会社を設立。
  - 9月- 宇和島観光株式会社を設立。
- 1959年2月 - 盛運汽船からバス事業を譲受。
- 1960年7月 - 鹿野川湖遊覧船「さざなみ」就航。
- 1962年2月 - 路線トラック、本土（大阪･京都）への運行開始。
- 1966年9月 - 蔦屋旅館を買収。
- 1967年
  - 3月 - 宇和島食堂株式会社を設立。
  - 5月 - 錦町本社ビル落成。
  - 9月 -　丸之内バスセンター落成・
- 1968年7月 - 鹿野川湖遊覧船「さざなみ」営業廃止。
- 1973年9月 - 通運事業廃止。
- 1974年11月 - ハイヤー部門を分離し、宇和島ハイヤー株式会社を設立。
- 1976年12月 - 宇和島倉庫に一般区域貨物自動車運送事業（愛媛県･高知県）を譲渡。
- 1978年4月 - トラック事業を分離し、宇和島自動車運送株式会社を設立。
- 1983年
  - 6月 - 株式会社デンケン設立[3]。
  - 7月 - 企画ツアー開始。
- 1985年6月 - 蔦屋が休業。
- 1989年10月 - 宇和島～大阪線の運行開始。
- 1991年12月 - 宇和島食堂株式会社の事業休止。
- 1994年11月 - 宇和島～岡山線の運行開始。城辺～大阪線の運行開始。
- 1995年8月 - 岡山線の運行休止。
- 1997年10月 - JR路線バスの南予線バス全線引受。野村営業所（現：野村出張所）現在地に移転。
- 1999年 - 大阪･神戸線の運行開始。
- 2009年7月 -　宇和島～東京線の運行開始。
- 2012年3月 - 宇和島～松山空港線の運行開始。
- 2015年1月 - 東京線の運行休止。
- 2016年4月 - 九島大橋開通により、九島線を運行開始。
- 2017年10月 - 松山空港線の運行休止[4]。
- 2018年2月 - 宿毛営業所を閉鎖。貸切バスの営業エリアが愛媛県一円のみとなる。
- 2019年10月 - バスロケーションシステムを導入。（一部主要路線のみ）
- 2020年8月 - 東高校前―愛治診療所前線を8月末で廃止[5]。
- 2022年4月 - 城辺支線を全路線廃止。
- 2023年9月 - 独自のキャッシュレス決済(おでかけスマホパス)を導入する[6]。
- 2024年2月 - 一般路線バスに系統番号を設定[7]。

## 営業所一覧

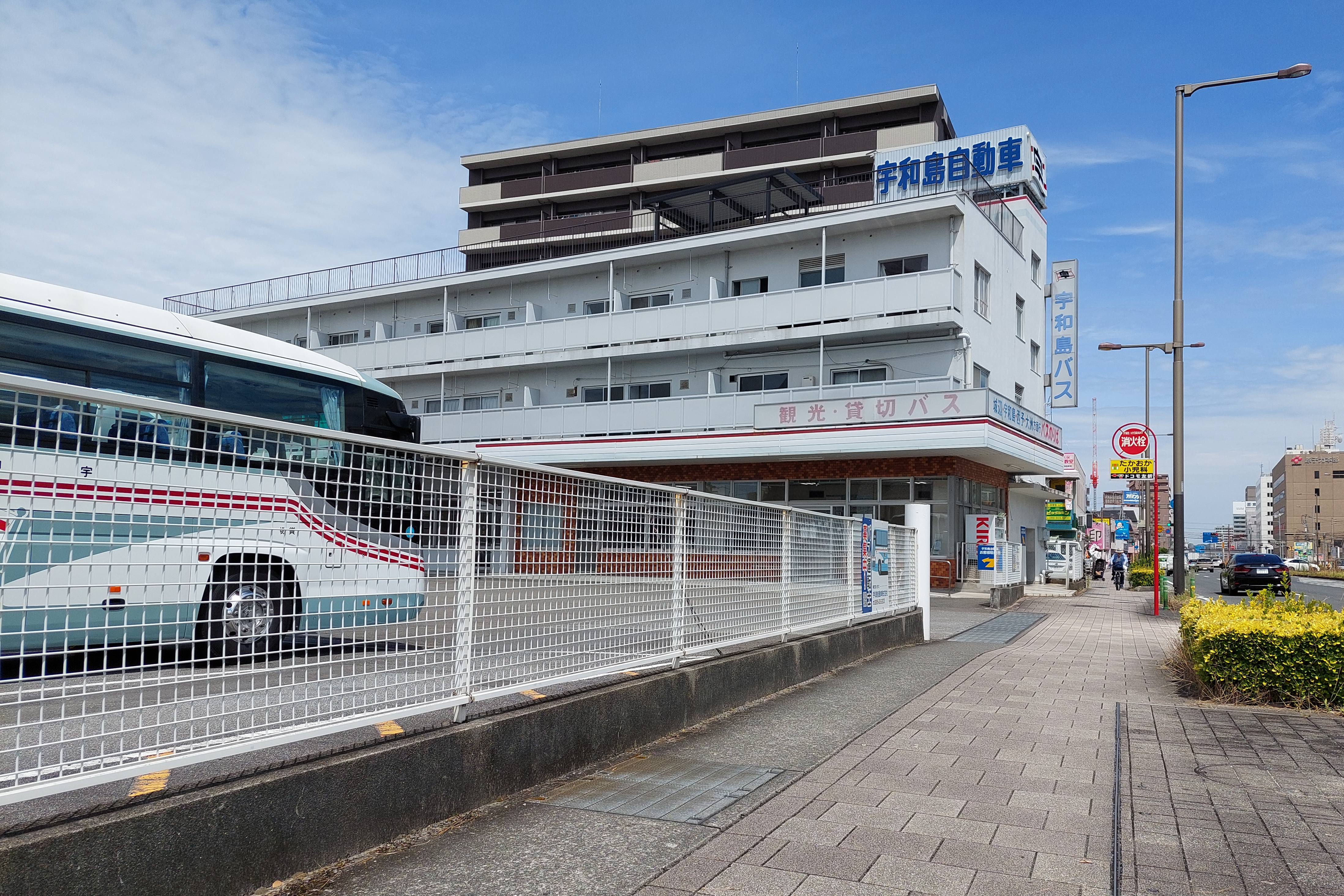
松山営業所

- 宇和島営業所： 愛媛県宇和島市堀端町2-30
- 松山営業所(観光二課)： 愛媛県松山市藤原町632-4
- 大洲営業所(観光三課)： 愛媛県大洲市平野町野田3361-1
- 八幡浜営業所： 愛媛県八幡浜市大黒町1460-154
- 卯之町営業所： 愛媛県西予市宇和町卯之町4-421
- 城辺営業所： 愛媛県南宇和郡愛南町城辺甲2709-3
- 宿毛営業所： 高知県宿毛市中央5-1-7（閉鎖されたが、現在は転回場として使われている。）
- 宇和島バスセンター： 愛媛県宇和島市丸之内1-3-20
- 大洲駅前案内所： 愛媛県大洲市若宮596−10（旧大洲営業所、ただし高速バスの案内上は大洲営業所（高速バスの停留所）として使われている。）
- 岩松出張所： 愛媛県宇和島市津島町岩松甲492-2
- 吉田出張所： 愛媛県宇和島市吉田町西小路76-2
- 道後出張所： 愛媛県松山市岩崎町2-12-26
- 三瓶出張所： 愛媛県西予市三瓶町朝立7-300-2
- 野村出張所： 愛媛県西予市野村町野村12-760-5

## 路線

### 高速バス

#### ウワジマエクスプレス
- ウワジマエクスプレス（大阪・神戸 - 宇和島線）
  - 共同運行：阪神バス
  - 大阪・神戸 - 宇和島・城辺

#### 過去の路線
- ウワジマエクスプレス（東京線）
  - 共同運行：西武観光バス。西武側の愛称は「宇和島パールライナー」。
  - 大宮・東京（池袋）・横浜 - 松山・宇和島
    - 走行距離は約1,000kmを越え、所要時間は14時間33 - 37分となっており、日本で3番目に長かった。2008年8月1日運行開始、2015年1月5日の出発便をもって運行休止。
- ウワジマエクスプレス（岡山 - 宇和島）（岡山線）
  - 共同運行：中鉄バス。中鉄バス側の愛称は「マスカット号」。
  - 中鉄バスセンター - 内子 - 大洲営業所（現大洲駅前案内所） - 卯之町営業所 - 宇和島
- 松山空港線
  - 宇和島バスセンター - 恵美須町  - 宇和島駅前 - 道の駅みま - 卯之町営業所 - 松山空港
    - 2012年3月25日運行開始、2017年10月31日の出発便をもって運行休止。クローズドドア制。

### 一般路線バス
宿毛 - 城辺 - 宇和島 - 松山線
特急 E11（下り）・E10（上り）：宇和島バスセンター - 宇和島駅前 - 卯之町営業所 - 大洲インター口 - 松山市駅 - 道後出張所
快速 - 特急 E21（下り）・E20（上り）：城辺 - 岩松出張所 - 宇和島バスセンター - 宇和島駅前 - 卯之町営業所 - 大洲インター口 - 松山市駅 - 道後出張所
急行 E11（下り）・E10（上り）：宇和島バスセンター - 宇和島駅前 - 卯之町営業所 - 大洲駅前 - 松山市駅 - 道後出張所
急行 E21（下り）・E20（上り）：城辺 - 岩松出張所 - 宇和島バスセンター - 宇和島駅前 - 卯之町営業所 - 大洲駅前 - 松山市駅 - 道後出張所
特急（上り10本・下り9本）は・伊予IC - 西予宇和ICで松山自動車道を走行（宇和島発3本、宇和島行下り1本と城辺行2本は、道の駅みま経由宇和島朝日ICまで高速道路走行、城辺発2本は、津島高田ICから宇和島南ICも高速道路を走行する。城辺発着便は宇和島 - 城辺間も快速運行のため一部バス停を通過する。)
急行（上り6本・下り7本）：伊予IC - 大洲ICを高速道路走行（1往復は城辺発着）
- 宇和島自動車の屋台骨を支える路線である。現在は座席定員制（予約不要）の高速路線バスであり、JR四国の特急「宇和海」と競合する。「宇和海」に対し定時性・速達性では劣るものの、松山市駅や大街道といった松山市内の繁華街へ乗り換え不要で行くことができ、松山駅からの移動の手間がない。運賃も大幅に安いことがメリットである。
- 特急と急行では大洲市内を中心にルートが異なっており、一部の特急も別ルートを通過しているため利用の際は時刻表での確認が必要である。
- 松山と城辺との直通便（3往復）を利用する場合、運賃は直通便に限り片道2,950円を上限とするサービスも実施している。なお後述する往復券の利用では直通便ではなくても松山〜城辺間を宇和島乗継で利用する事が可能となっている。
- 往復割引（有効期限は4～7日）や6枚綴りの回数券（有効期限なし、ただし払い戻しは発行から3か月以内）も設定されている。往復券、回数券は窓口購入も可能であるが、乗務員に申し出ることで松山営業所・大洲営業所・卯之町営業所などで係員が販売に来るサービスを行っている。車内アナウンスでその旨を案内している。
- 車両はトイレ付きの高速バス用の車両で統一されている。
- 松山市内を含めクローズドドア制を採っておらず、次の停留所までといった短距離の利用も可能である。松山市内については伊予鉄バスと同調運賃を採用している。
- かつては、松山自動車道の内子PAでトイレ休憩があったが、全便トイレ付き車両となり休憩が無くなった。
- 高速道路開通前は全区間56号線経由で"快速"（一時期は新谷 - 松山間を内子のみ停車する準急も存在した）として、また開通後も内子五十崎IC経由（準急便）や大洲南IC・西予宇和ICから伊予市までノンストップで運行されていた時期もあった。現在も気象条件などで高速道路の通行が不可能となる場合、国道56号経由になる事がある。但し、伊予市 - 東大洲間は現在は乗降できない。
- 宇和島バスセンターは、始発便と城辺発着便はバスセンター内に乗り入れているが、宇和島行はバスセンター近くの路上で降車する他、終点が堀端町まで運転される。
- 一時期松山観光港（JR松山駅経由）発着便も存在していた。伊予鉄道との競合区間のため、協定が結ばれ、本数制限や乗降制限があった。

X10（上り）・X11（下り）：大洲駅前 - 上松葉 - 卯之町営業所 - 立間駅前 - 吉田出張所 - 宇和島駅前 - 宇和島バスセンター - 天赦園前
X20（上り）・X21（下り）：卯之町営業所 - 立間駅前 - 吉田出張所 - 宇和島駅前 - 宇和島バスセンター
- 各バス停に止まる普通便である。一時期は大洲始発の快速便や松山発着だった時期があった。現在は朝宇和島行き、夕方大洲行きの1往復、卯之町 - 宇和島1往復（学校休日運休）となっている。高速開業前は松山 - 宇和島を走る本数が現在の半分しかなかったため、卯之町 - 宇和島間の本数を補完するため八幡浜港 - 宇和島バスセンターとあわせて運行していた。

J10（上り）・J11（下り）：宇和島駅前 - 宇和島バスセンター - 番城小学校前 - 岩松出張所 - 嵐 - 城辺
J20（上り）・J21（下り）：宇和島駅前 - 宇和島バスセンター - 番城小学校前 - 岩松出張所 - 嵐 - 城辺 - 宿毛駅 - 宿毛営業所
- JR四国発行の「四万十・宇和海フリーきっぷ」を所持していれば、乗務員への提示で乗車する事ができる。
- 1970年代の時刻表によると、予約制の急行バス（指定席）が運行されていた。
- 元々は上記の特急・急行・普通便と連続して松山（大洲・八幡浜港） - 宇和島 - 城辺 - 宿毛間を連続運行していたが、松山発は城辺止まり、宿毛・大洲・八幡浜港発は宇和島止まりとなり、系統が分割されている。

大洲野村支線
U20（上り）・U21（下り）：市立大洲病院 - 大洲駅前 - 大洲インター口 - 鹿野川 - 肱川支所
U40（上り）・U41（下り）：西予市民病院 - 上松葉 - 卯之町駅前 - 卯之町営業所 - 野村出張所 - 畜産試験場 - 城川総合支所
U50（上り）・U51（下り）：（大洲インター口 ←） オズメッセ21 - 大洲駅前 - 上松葉 - 卯之町駅前 - 卯之町営業所 - 野村出張所
U60（上り）・U61（下り）：野村病院 - 野村出張所 - 上辰の口。
U31（下り）・U30（上り）：白髭 - 野村出張所 - 畜産試験場
- かつては惣川、大野ヶ原方面まで路線を伸ばしていた。

八幡浜・三瓶・卯之町支線
H20（上り）・H21（下り）：三瓶出張所 - 周木（山手回り）
H30（上り）・H31（下り）：八幡浜市立病院 - 八幡浜駅前 - 三瓶出張所 - （蔵貫村） - 下泊（山手回り）
H10（上り）・H11（下り）：八幡浜市立病院 - 八幡浜駅前 - 穴井（海岸回り）
H41（下り）・H40（上り）：周木 - 三瓶出張所 - 西予市民病院 - 卯之町駅前 - 卯之町営業所 - 宇和高校前 - 歴史文化博物館前
H51（下り）・H50（上り）：小長早 - 八幡浜市立病院 - 八幡浜港 - 八幡浜駅前 - 川之内（八幡浜市内線）

周木への区間便は、三瓶で下泊発着便に接続している。
かつては穴井 - 周木間を直通する路線や、歴史文化博物館から田野中方面へ向かう路線が存在していた。
鬼北線
U11（下り）・U10（上り）：野村病院 - 野村出張所 - 城川総合支所 - 土居町 - 日吉支所前 - 夢産地前 - 出目 - （北宇和病院） - 近永駅前 - 水分 - 宇和島駅前 - 宇和島バスセンター - 堀端町 - 宇和島市立病院前 - 東高校前
K11（下り）・K10（上り）：日吉支所前 - 夢産地前 - 出目 - （北宇和病院） - 近永駅前 - 水分 - 宇和島駅前 - 宇和島バスセンター - 堀端町 - 宇和島市立病院前 - 東高校前
K21（下り）・K20（上り）：虹の森公園前 - 出目 - 北宇和病院 - 近永駅前 - 土居仲 - 道の駅みま - 宇和島駅前 - 宇和島バスセンター - 堀端町 - 宇和島市立病院前 - 東高校前
- 括弧書きは一部のみ経由。

吉田・岩松支線
Y20（上り）・Y21（下り）：西予市民病院 - 上松葉 - 卯之町駅前 - 卯之町営業所 - （宇和高校） - 俵津車庫前
Y11（下り）・Y10（上り）：田之浜 - 俵津車庫前 - 立間駅前 - 吉田出張所 - 宇和島駅前 - 宇和島バスセンター - 天赦園前
Y30（上り）・Y31（下り）：天赦園前 - 宇和島バスセンター - 宇和島駅前 - 吉田支所前 - 立目 - 船間
Y50（上りのみ）：天赦園前 → 宇和島バスセンター → 宇和島駅前 → 吉田支所前 → 吉田高校
T10（上り）・T11（下り）：宇和島駅前 - 宇和島バスセンター - 堀端町 - 宇和島市立病院前 - 東高校前 - 番城小学校前 - 柿の木 - 岩松出張所
T40（上り）・T41（下り）：立間駅前 - 吉田出張所 - 宇和島駅前 - 宇和島バスセンター - 堀端町 - 宇和島市立病院前 - 東高校前 - 番城小学校前 - 柿の木 - 岩松出張所
T20（上り）・T21（下り）：立間駅前 - 吉田出張所 - 宇和島駅前 - 宇和島バスセンター - 堀端町 - 宇和島市立病院前 - 東高校前 - 番城小学校前 - 柿の木 - 岩松出張所 - 南楽園前 - （掛網代） - 福浦
T30（上り）・T31（下り）：岩松出張所 - 津島田の浜 - 脇 - 嵐
- 括弧書きは一部のみ経由。
- かつては田之浜 - 下泊間を直通する路線も存在した

宇和島市内線、三浦半島線
S10（上り）・S11（下り）：柿原 - 宇和島駅前 - 宇和島バスセンター - 堀端町 - 宇和島市立病院前 - 東高校前 - 番城小学校前 - 出口
S20（上り）・S21（下り）：赤松 - 宇和島駅前 - 宇和島バスセンター - 堀端町 - 宇和島市立病院前 - 東高校前 - 番城小学校前 - 出口 - 薬師谷 - 薬師谷温泉
S20（上り）・S21（下り）：赤松 - 宇和島駅前 - 宇和島バスセンター - ジェイコー宇和島病院前 - 天赦園前 - 番城小学校前 - 出口 - 薬師谷 - 薬師谷温泉
S20（上りのみ）：赤松 ← 宇和島駅前 ← 宇和島バスセンター ← 堀端町 ← 宇和島市立病院前 ← 東高校前 ← 番城小学校前 ← 出口 ← 柿の木（旧道）
S30（上り）・S31（下り）：（堀端町 → 宇和島市立病院前 →） 東高校前 - 番城小学校前 - 出口 - 柿の木（旧道）
P30（上り）・P31（下り）：きさいや広場 - 宇和島駅前 - 宇和島バスセンター - 堀端町 - 宇和島市立病院前 - 東高校前 - 魚病センター前 - （蕨） - 平浦
P40（上り）・P41（下り）：きさいや広場 - 宇和島駅前 - 宇和島バスセンター - 堀端町 - 宇和島市立病院前 - 東高校前 - 魚病センター前 - 本九島
P51（下りのみ）：きさいや広場 → 宇和島駅前 → 宇和島バスセンター → 堀端町 → 宇和島市立病院前 → 東高校前 → 番城小学校前 → 三浦小学校前
P20（上り）・P21（下り）：きさいや広場 - 宇和島駅前 - 宇和島バスセンター - 堀端町 - 宇和島市立病院前 - 東高校前 - 番城小学校前 - 三浦小学校前 - 下波東 - 神崎 - 蒋渕
P10（上り）・P11（下り）：下波東 - 水産試験場前（狩津）
- 括弧書きは一部のみ経由。水産試験場前発着便は蒋渕発着便に連絡する。

#### 過去の路線
- ＜内子駅／市立大洲病院 - 大洲駅前＞ - 鹿野川 - 坂石 - 城川町役場前 - 夢産地前 - （北宇和病院） - 近永駅前 - 水分 - 柿原 - 宇和島バスセンター - 東高校前
- 八幡浜市立病院 - 八幡浜駅前 - 川之内 - 市立大洲病院 - 大洲駅前 - 鹿野川 - 大成 - 天神 - 大野ヶ原
- 八幡浜市立病院 - 八幡浜駅前 - 東多田 - （宇和病院） - 卯之町駅前 - 卯之町営業所 - 野村出張所 - 坂石 - 大成 - 天神 - 惣川大久保
- 三瓶出張所 - 上和泉
- きさいや広場 - 宇和島駅 - 宇和島バスセンター - 番城小学校前 - 下波東 - 水産試験場前（下波東で分断された）
- 八幡浜市立病院 - 八幡浜駅前 - 三瓶出張所 - 周木 - 穴井 - 八幡浜駅前 - 八幡浜市立病院（山手・海岸回り循環）（穴井・周木・三瓶で分断された）

- 東高校前 - 宇和島バスセンター - 仏木寺 - 愛治診療所前
  - 以前は以下の複数系統に分かれていた。
    - 東高校前 - 宇和島バスセンター - ＜仏木寺 - 成妙／川之内＞
    - 東高校前 - 宇和島バスセンター - ＜大内／水分＞ - 愛治診療所前 - 大宿上組 - 土屋[注釈 5]

- 循環バス うわじまもーにバス
  - JR宇和島駅から市内を巡る観光循環バスである。宇和島市地域公共交通活性化協議会の委託を受けている。外観には牛鬼のキャラクターである「もーにくん」が描かれている。
  - 2012年11月30日を最後に運行を終了した。
- 城辺営業所 - 御荘 - 西浦道路口 - 船越 - 外泊
- 城辺営業所 - 御荘 - ＜樫月下／コモズラ（久良）＞

いずれも2022年4月1日に廃止され、愛南町コミュニティバスに転換。

### 手荷物
- 高速バス、急行バスは、トランクルームの設備がある。
- 0.027立方メートル、長さ1メートル以内であれば、無料で積み込むことが出来るが、それ以上は有料となる。

## 貸切バス
塗装は、路線車と同じタイプと1990年代に塗装変更した灰色地に緑・薄緑・黄色のラインの入ったタイプが大型・中型・小型車共にある。

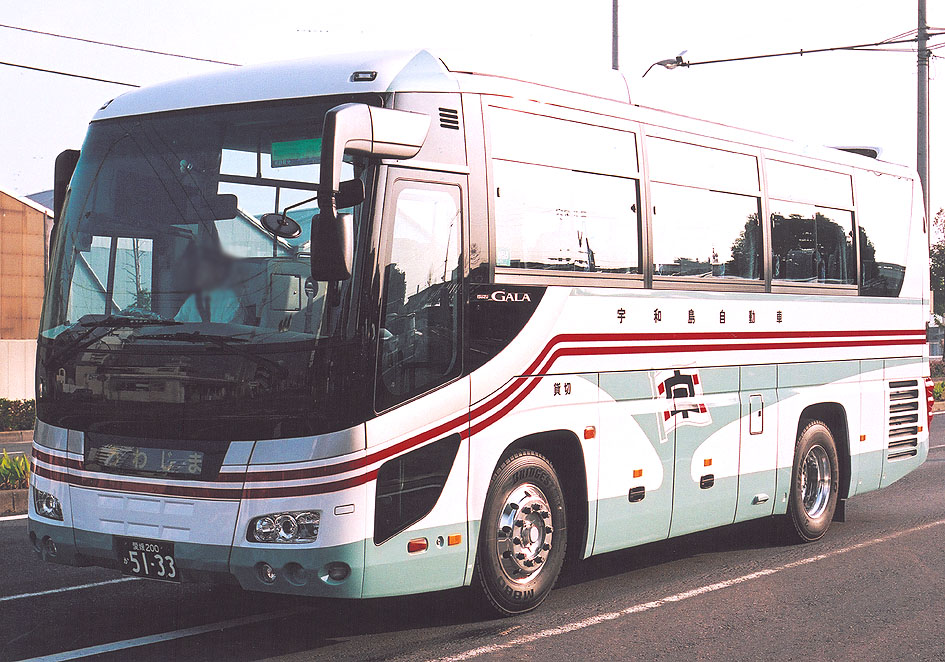
貸切バス
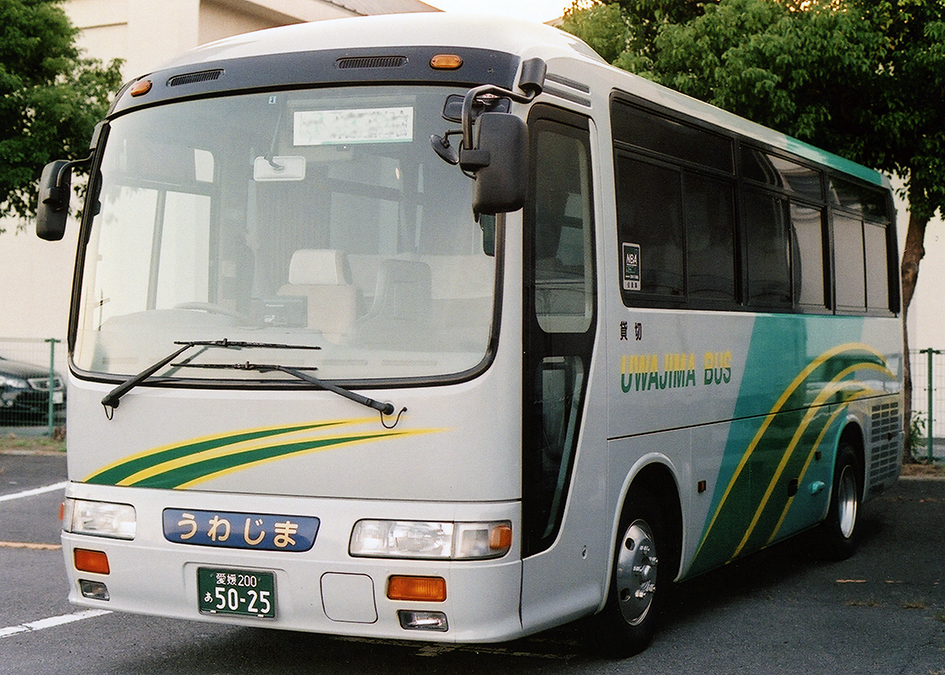
貸切バス（2012年撮影）

## 主な関係会社
- 宇和島自動車運送
- 宇和島ハイヤー
- 宇和島オートパーツ
- 鶴島自動車整備
- 東洋車輛
- 宇和島倉庫
- 宇和島観光
- デンケン